# Programa Livre
Programa Livre foi um programa de televisão brasileiro transmitido pelo Sistema Brasileiro de Televisão, que estreou em 19 de agosto de 1991 como um dos 10 presentes do SBT para o público no ano em que a emissora completava 10 anos de existência. Saiu do ar em 22 de dezembro de 2001 devido à baixa audiência. O programa apresentado atualmente por Groisman, Altas Horas, pela Rede Globo, segue o mesmo formato.

## O programa
Era apresentado por Serginho Groisman. Era transmitido de um auditório com uma plateia composta por jovens, quase sempre estudantes. No seu palco, eram realizadas entrevistas, shows, quadros humorísticos e gincanas de braço de ferro, imitações e piadas feitas com voluntários da plateia. De 1991 a 1996, o programa foi gravado no antigo estúdio na Rua Dona Santa Veloso, 575 (onde funciona atualmente a Igreja Bíblica da Paz), na Vila Guilherme, em São Paulo. De 1996 a 2001, o programa foi gravado no Centro de Televisão da Anhanguera, em Osasco.

### Quadros famosos e gincanas
Além de ser um grande pico de audiência no SBT, o Programa Livre teve muitos quadros famosos. O programa foi um dos pioneiros em encontros de casais em programas ao vivo com o quadro chamado "Beijo, Abraço ou Aperto de Mão". Nesse quadro, escolhia-se de um a dois casais para ficar conversando durante o programa todo. Os casais conversariam durante o programa, se conheceriam e, no último bloco, deveriam escolher entre uma das 3 opções apresentadas. Muitos relacionamentos, entre amizades e namoros, tiveram início neste quadro. O ápice foi no penúltimo ano, quando um casal escolheu as 3 opções na ordem de trás para frente. Teve muito sucesso e foi exibido do quarto até o sexto e último ano do programa.
Um quadro que também deu muitos frutos foi o de imitações. As pessoas imitavam atores, atrizes e outras celebridades.

### Entrevistas e jogos
Costumava se entrevistar, durante os programas, celebridades, como Marcelo Frommer, As Ronaldinhas, É o Tchan, Renato Aragão e bandas de Rock e música popular brasileira, mas também diversas personalidades políticas como a então primeira-dama do país Ruth Cardoso.
Algumas vezes, durante a semana, dois entrevistados faziam jogos com questionários, em que se acumulavam pontos por respostas certas. Enquanto aconteciam os jogos, o público não podia ajudar os entrevistados.

### Bandas nacionais e internacionais
O programa teve atrações musicais relevantes, como As Sublimes, Roupa Nova, Deborah Blando, Cidade Negra, Jota Quest, Legião Urbana, Engenheiros do Hawaii, Mamonas Assassinas, Charlie Brown Jr (fez sua primeira aparição na TV neste programa, em 1997), O Rappa, Raimundos, Ultraje a Rigor, Sepultura, Ira!, Capital Inicial, Paulo Ricardo & RPM, Rita Lee, Skank, Titãs, Barão Vermelho, Oficina G3, Falamansa, Jon Bon Jovi, Smashing Pumpkins, Kreator, Sarah Brightman, Laura Pausini, Alanis Morissette, Scorpions, Kiss, Thalía, Shakira, Roxette, Mara Maravilha, Caetano Veloso, Gilberto Gil, Daniela Mercury, Jorge Ben Jor, Falcão, Lulu Santos, Sidney Magal, Fábio Júnior, Jamiroquai e muitos outros. A última apresentação de Renato Russo em um programa de televisão foi justamente no Programa Livre.
O público tinha direito de fazer perguntas sobre algum assunto para as bandas e aos cantores, que, em algumas oportunidades, distribuíam autógrafos aos fãs. As bandas anunciavam os próximos shows, apresentavam os números de telefone de contato para shows e agradeciam à produção, aos produtores da banda e à gravadora que lançava os seus CDs.

### Intervalo e abertura
No intervalo, aparecia uma vinheta de uma cerca acinzentada e pichada, com prédios ao fundo e um garoto com uma camisa punk pichando uma mensagem. Sobre o garoto e a cerca, aparecia um outdoor com o nome do programa escrito em vermelho e duas tarjas pretas onde se escrevia o nome do programa.
Ao início e nas voltas dos comerciais, já dentro do programa, podia-se ouvir os primeiros segundos de "Nowhere Fast", do grupo Fire Inc. (parte da trilha sonora do filme Streets of Fire).

## Apresentadores e alterações de horário
O programa foi comandado durante oito anos por Serginho Groisman. A partir de 13 de setembro de 1999, com a saída de Serginho para a Rede Globo o programa, que desde a sua estreia era apresentado nas tardes de segunda a sexta até àquele ano, passou a ser comando cada dia por um apresentador: Ney Gonçalves Dias, Márcia Goldschmidt, Lu Barsotti, Christina Rocha e Otávio Mesquita.
A partir de 3 de janeiro de 2000, o programa passou a ser comandado pela apresentadora e atriz Babi Xavier, ex-VJ da MTV e novata no SBT, passando a ser exibido à meia-noite e meia, após o Jornal do SBT. Ainda com Babi, o programa chegou a ser transferido para os sábados à tarde, no Sábado Bom, a partir de 1 de setembro de 2001, onde permaneceu até dezembro do mesmo ano, quando saiu definitivamente do ar.

## Tentativas de retorno
Em janeiro de 2012, foi noticiado que Alexandre Frota, diretor de novos projetos do SBT, iria trazer de volta o Programa Livre. André Vasco fez testes e era um dos cotados para ser o apresentador. A estreia da atração estava prevista para o mês de março daquele ano, ocupando a faixa do fim de tarde do SBT. Também foi cogitado que iria ocupar a grade do Programa Raul Gil aos sábados, junto com a volta do programa Passa ou Repassa. Mas a volta não aconteceu, e André Vasco acabou sendo contratado pela Rede Bandeirantes, enquanto que o Passa ou Repassa foi incorporado como quadro do Domingo Legal no ano seguinte.
Em janeiro de 2023, onze anos depois da primeira tentativa, o SBT voltou a cogitar a volta do programa, mas agora avaliando os nomes de Benjamin Back e Murilo Couto devido a popularidade de ambos em atrações da casa como o Arena SBT e o The Noite com Danilo Gentili, com o segundo nome sendo o mais cotado, enquanto que o primeiro foi recolocado para uma nova atração, misturando humor e esporte. O projeto voltou a ganhar força em fevereiro com o anúncio da nova pausa do Casos de Família e a redução do Programa Raul Gil, com o primeiro devido aos baixos índices de audiência e retorno financeiro e o segundo a pedido do próprio apresentador, mediante acordo com a emissora. O dia escolhido seria o sábado, ocupando parte da faixa vespertina. Já o apresentador ou a apresentadora do projeto seria definido após a gravação de pilotos. Para preparar o público com as mudanças na grade, o canal reestreou o Cinema em Casa no dia 4 de março, mas inicialmente como um tapa-buraco, enquanto que o novo Programa Livre era preparado. Com os bons índices da sessão de filmes, ela acabou sendo fixa aos sábados.
Além de Benjamin e Murilo, também gravaram pilotos os ex-apresentadores da casa Yudi Tamashiro, Otaviano Costa e Tiago Abravanel, com o segundo sendo o favorito do público, apesar de Couto ser o nome mais cotado. No entanto, em 20 de abril, Benjamin Back teve seu contrato com o SBT rescindido por cortes de gastos. Após a demissão de Back, o projeto foi novamente abortado.